# Octaspidiotus calophylli
Octaspidiotus calophylli är en insektsart som först beskrevs av Green 1922.  Octaspidiotus calophylli ingår i släktet Octaspidiotus och familjen pansarsköldlöss. Inga underarter finns listade i Catalogue of Life.